# 제6대 캐링턴 남작 피터 캐링턴

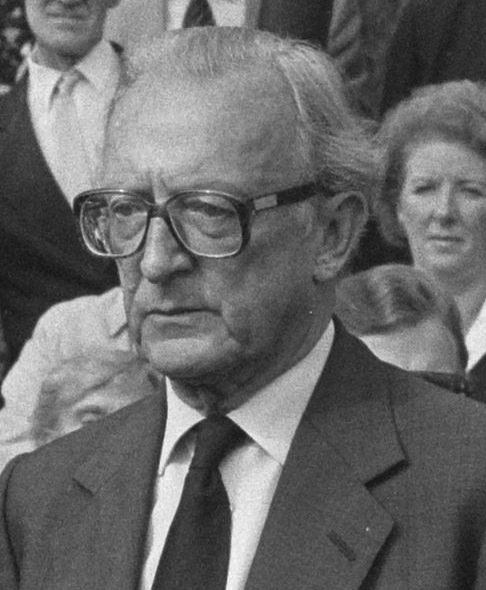
캐링턴 경

캐링턴오브업턴 남작, 제6대 캐링턴 남작 피터 알렉산더 루퍼트 캐링턴은 (Peter Alexander Rupert Carington, 6th Baron Carrington, Baron Carington of Upton, KG, GCMG, CH, MC, PC, DL, 1919년 6월 6일 ~ 2018년 7월 9일)은 영국 보수주의 정치인이자 세습 귀족으로, 1970년에서 1974년까지 영국 국방장관, 1979년에서 1982년까지 영국 외무장관, 1983년부터 1984년까지 영국 제너럴 일렉트릭 컴퍼니 회장, 1984년부터 1988년까지 NATO의 사무총장을 역임하였다. 캐링턴은 마거릿 대처의 재임 기간 동안 랭커스터 하우스 협정 (Lancaster House Agreement)의 협상 과정에서 주요한 역할을 하였고, 그 결과로 로디지아의 인종 갈등을 종식하고 짐바브웨의 독립을 가능케 하였다.
캐링턴은 1982년 아르헨티나가 포클랜드 제도를 점유할 당시 영국 외무장관에 재직 중이였다. 그는 포클랜드 사태에 모든 책임을 지고 사임하였다. NATO 사무총장 재임 시기에는 1987년 에게해 위기에서 그리스와 터키 간의 전쟁을 막는데 기여하였다.
1999년 영국의 귀족 헌법 제정 이후 영국의 세습 귀족들이 귀족원, 즉 상원에 자동적으로 진출할 수 있는 권리가 폐지되었고, 캐링턴은 캐링턴오브업턴 남작으로 일대귀족으로 등록되었다.